# Fontana (California)
Fontana, fundada en 1913, es una ciudad del condado de San Bernardino en el estado estadounidense de California. En el año 2010 tenía una población de 190.356 habitantes y una densidad poblacional de 1,716.5 personas por km². Localizada en el corazón de la región Inland Empire del Sur de California, la ciudad de Fontana es una comunidad de rápido crecimiento por su variada y colorida historia, y por sus importantes nuevos monumentos. Originalmente un pueblo rural conocido por la abundancia de los pollos de ranchos, cerdos de granjas, huertos de cítricos y nueces, durante el siglo XX Fontana se desarrolló rápidamente en uno de los principales suburbios de Los Ángeles y otras ciudades cercanas, así como un estratégico centro regional de la industria camionera.

## Geografía
Según la Oficina del Censo, la ciudad tiene un área total de 109,8155 km² (42,4 mi²), de la cual 109,8155 km² (42,4 mi²) es tierra y 0,1 km² (0 mi²) (0.1%) es agua.

## Demografía
Según el censo del año 2000, había 128,929 personas, 34,014 hogares, y 29,013 familias residiendo en la ciudad. La densidad poblacional era de 1,378.2/km² (3,569.7/mi²). Había 35,908 casas unifamiliares en una densidad promedio de 383.8/km² (994.2/mi²). La demografía de la ciudad era de 44.99% caucásico, 11.83% afroamericano, 1.12% amerindio, 4.36% asiático, 0.33% isleños del pacífico, 31.94% de otras razas, y 5.42% de dos o más razas. Los hispanos o latinos de cualquier raza eran del 57.72% de la población.
Según la Oficina del Censo en 2000 los ingresos medios por hogar en la localidad eran de $45,782, y los ingresos medios por familia eran $46,957. Los hombres tenían unos ingresos medios de $36,062 frente a los $26,305 para las mujeres. La renta per cápita para la localidad era de $14,208. Alrededor del 14.7% de la población estaban por debajo del umbral de pobreza.